# Handelsinstitut Šiauliai
Das Handelsinstitut Šiauliai (Šiaulių prekybos institutas) war eine Wirtschaftshochschule vom 1. Mai 1939 bis 1944 in Šiauliai, der viertgrößten Stadt in Litauen. Sie war die erste Hochschule im Bezirk Šiauliai.

## Geschichte
1934 wurde das Handelsinstitut Klaipėda in der litauischen Hafenstadt Klaipėda (Memel) gegründet. Litauen gab die Stadt Memel zusammen mit dem Memelland zum 22. März 1939 auf Druck der nationalsozialistischen deutschen Reichsregierung an Deutschland zurück.  1939 wurde das Institut für Handel nach Šiauliai umgesiedelt. Es gab etwa 250 Absolventen (Abschluss: Dipl. Handelswirt). Das Handelsinstitut war Vorgänger des späteren Pädagogischen Instituts in Sowjetlitauen und der Pädagogischen Universität in Litauen. Heute gibt es die Universität Šiauliai.